# Pain (band)
Pain is een Zweedse metalband. De band is een nevenproject van Peter Tägtgren, die vooral bekend is als frontman van de band Hypocrisy. De stijl van Pain is te beschrijven als een mix van Industrial rock en dark metal.

## Geschiedenis
In 1996 tekende Tägtgren een contract bij het Duitse label Nuclear Blast. In datzelfde jaar kwam het debuutalbum "PAIN" uit. Tägtgren had al lang aan dit album gewerkt. Tägtgren componeert en schrijft alle teksten en muziek. Bij cd-opnames neemt hij bijna alle instrumenten zelf voor zijn rekening.
Het album Rebirth komt in het jaar 2000 uit, wat de doorbraak van Pain betekent. Het volgende album, "Nothing Remains Thesame" komt in 2002 uit. Op deze cd staat een cover van de Beatles-song Eleanor Rigby. Dit nummer is opgenomen met een 16-koppig orkest in de bekende Polar Studio's , waar onder meer ABBA, Led Zeppelin, The Rolling Stones en Genesis opnamen hebben gemaakt.
In 2005 verschijnt het album Dancing With The Dead. Het thema hiervan is de bijna-doodervaring van Tägtgren.
Dit album heeft, meer dan de andere albums, invloed van de gothic en metal.
"Live is Overrated", is een live-dvd uit 2006, gevolgd door het album Psalms Of Extinction in 2007.
In oktober 2008 is het album "Cynic Paradise" uitgekomen. Op dit album staan onder andere twee duetten met Anette Olzon de ex-zangeres van Nightwish, Follow Me en Feed Us. Van Follow Me is ook een videoclip gemaakt. Bij de limited edition zit een bonus cd met daarop een cover van het nummer Here is the News van Electric Light Orchestra
Op 3 juni 2011 kwam het album You Only Live Twice uit. 9 september 2016 is de release van "Coming Home". Op dit album is een gastbijdrage te horen van Joakim Brodén van Sabaton

## Bezetting
Live wordt Peter Tägtgren bijgestaan door drie andere muzikanten.
Dit zijn:
- Sebastian Tägtgren – drum (2016–present)
- Jonathan Olsson – basgitaar (2016–present)
- Sebastian Svalland – gitaar (2019–present)

## Discografie
- 1996 - Pain
- 2000 - Rebirth
- 2002 - Nothing Remains The Same
- 2005 - Dancing With The Dead
- 2006 - Live Is Overrated (live-dvd)
- 2007 - Psalms Of Extinction
- 2008 - Cynic Paradise
- 2011 - You Only Live Twice
- 2016 - Coming Home
- 2024 - I Am